# Moldvai lengyel–török háború (1599–1600)
Moldvai lengyel-török háború, 1599-1600: Lengyelország-Litvánia 1595 utáni hadjárata Moldvába a török ellen, de a harcok áttevődtek Havasalföldre is.
Vitéz Mihály számos sikert ért el a török ellen az 1595-98-as évek hadjárataiban. Bocskai Istvánnal és Báthory Zsigmondal a közös vezérletük alatt álló erdélyi-magyar-havasalföldi hadak a Duna melletti gyurgyevói csatában leverték leverték Szinán nagyvezír seregét. Mihály benyomult Bulgáriába és bevette Nikápolyt. Báthory Zsigmond zavaros viselkedése miatt, aki egyszer lemondott, másszor vissza akart térni, alapjában ingatták meg helyzetét. Mihály szövetkezve Giorgio Basta generálissal, Sellenberknél legyőzték Báthoryt. Ezután Mihály és Basta Erdélyt igazgatta közösen. Mihály azonban megtámadta Moldvát, Ieremia Movilă fejedelmet, akit a lengyelek segítettek hatalomra.
Mihály majdnem egész Moldvát elfoglalta. Jan Karol Chodkiewicz, Jan Zamoyski és Stanisław Żółkiewski vezette lengyel-litván-kozák seregek kiverték az országból és visszaállították Movilă fejedelemségét. Chodkiewicz a Teleajăn folyónál végleg leverte Mihályt és kiűzte Havasalföldről, majd Simion Movilăt ültették a helyére. Ezelőtt Mihályt idközben az osztrák-erdélyi sereg Erdélyből is elűzte.
Zamoyski és Chodkiewicz újabb győztes hadjáratot indított a török ellen Moldvában és Havasalföldön.
1621-ig még négy alkalommal indítanak hadjáratot a lengyelek a román területekre, s a meghódításukra irányuló tervet csak azután adják fel.